# Michael Vandergucht
Michael Vandergucht (Em neerlandês: Michiel van der Gucht; c. 1660 - 16 de outubro de 1725) foi um gravador e pintor flamengo que trabalhou durante a maior parte de sua carreira na Inglaterra. Ele gravou retratos, ilustrações de livros e impressões arquitetônicas e pintou retratos.

## Vida
Michiel van der Gucht nasceu em Antuérpia, onde se tornou aluno de Frederik Bouttats, o Jovem. Ele foi registrado como aprendiz na guilda dos artistas de Antuérpia, a Guilda de São Lucas, entre 18 de setembro de 1672 e 18 de setembro de 1673. Ele está registrado em Amsterdã quando, em 19 de junho de 1682, postou proclamas para se casar com Maria van Hogenbergh van Aerschot. Ele morava no Rosengracht em Amsterdã.
Ele se mudou para a Inglaterra antes de julho de 1688. Ele treinou seus filhos, Gerard Vandergucht (1696/97 — 1776) e Jan (John) Vandergucht (c. 1699 — c. 1730) e George Vertue e James Smith como gravadores. Seu filho Gerard tornou-se um dos principais gravadores de Londres, seguindo o método francês de combinar a gravura precisa com os tons gravados. Gerard teve 30 filhos, dos quais um, Benjamin, foi um gravador, restaurador e pintor de sucesso.
Michael Vandergucht morreu de gota em sua casa, o Golden Head em Queen Street, Bloomsbury, e foi enterrado no cemitério da igreja de St Giles-in-the-Fields.

## Obras
Ele gravou retratos, ilustrações de livros e impressões arquitetônicas e pintou retratos. Ele manteve uma forma contida de gravura, sem água-forte . Suas figuras muitas vezes parecem de madeira e sem inspiração.
Ele forneceu muitas das gravuras para a primeira tradução completa para o inglês de I quattro libri dell'architettura, de Andrea Palladio, publicada em Londres em 1715. A maioria das pranchas da publicação são cópias reversas da edição original, mas com medidas corrigidas por seu editor e editor, Giacomo Leoni.